# John Iley
John Iley – brytyjski projektant, dyrektor ds. osiągów Caterhama zespołu Formuły 1.

## Życiorys
John Iley ukończył Imperial College London. Został zatrudniony przez brytyjską projektancką firmę wyścigową Brun Technics, firmę projektującą dla zespołu Formuły 1 EuroBrun. W 1990 roku Iley zaprojektował Brun C91. Na początku 1991 roku został zatrudniony jako aerodynamiki, pracował nad samochodem sportowym Allard J2X.
W 1995 roku jako aerodynamik dołączył do Jordan Grand Prix, zespołu Formuły 1. W 1998 roku został szefem aerodynamiki w Renault, jednak pod koniec 2003 roku odszedł z zespołu. W następnym roku pełnił tę samą funkcję w Ferrari, gdzie był również zaangażowany w prace rozwojowe w tunelu aerodynamicznym. W połowie sezonu 2009 zakończył pracę dla tego zespołu.
Pracował jako szef aerodynamiki w McLarenie. Pod koniec 2011 roku ogłoszono, że Iley zostanie w przyszłym roku dyrektorem ds. osiągów w Team Lotus, który od 2012 startuje jako Caterham.